# Mine de Newlands
La mine de Newlands est une mine à ciel ouvert et souterraine de charbon située dans le bassin minier de Bowen dans le Queensland en Australie. La production y a débuté en 1983. Elle appartient à une coentreprise entre Xstrata, Itochu et Sumitomo. La mine emploie en 2003 661 personnes.